# Laza (Spanien)
Laza ist ein Ort und das Verwaltungszentrum einer Gemeinde (municipio) mit 1.164 Einwohnern (Stand: 2024) in der Provinz Ourense in der Autonomen Region (Comunidad Autónoma) Galicien im Nordwesten Spaniens.

## Lage und Klima
Laza liegt etwa 75 km südöstlich von Ourense in einer Höhe von ca. 480 m. 
Das vom Atlantik geprägte Klima ist gemäßigt und nicht selten regnerisch (ca. 907 mm/Jahr).

## Bevölkerungsentwicklung der Gemeinde
Quelle: INE-Archiv – grafische Aufarbeitung für Wikipedia
Durch Fortzug in die umliegenden Städte ist die Bevölkerung seit den 1950er Jahren stetig gesunken.

## Gemeindegliederung
Die Gemeinde Laza ist in zehn Parroquias gegliedert:
| Parroquias       | Patrozinium  | Einwohner 2024 | Fläche km² | Dichte Einw./km² | Höhe msnm | Ortskennzahl |
| ---------------- | ------------ | -------------- | ---------- | ---------------- | --------- | ------------ |
| A Alberguería    | Santa María  | 18             | 6,91       | 3                | 903       | 32039010000  |
| Camba            | San Salvador | 28             | 41,36      | 1                | 1103      | 32039020000  |
| Carraxo          | San Bieito   | 32             | 13,68      | 2                | 752       | 32039030000  |
| O Castro de Laza | San Pedro    | 205            | 68,91      | 3                | 515       | 32039040000  |
| Cerdedelo        | Santa María  | 48             | 7,03       | 7                | 930       | 32039050000  |
| Laza             | San Xoán     | 460            | 31,92      | 14               | 464       | 32039060000  |
| Matamá           | Santa María  | 150            | 9,36       | 16               | 441       | 32039070000  |
| Retorta          | Santa María  | 128            | 10,62      | 12               | 430       | 32039080000  |
| Toro             | San Lourenzo | 51             | 17,21      | 3                | 964       | 32039090000  |
| Trez             | Santiago     | 47             | 8,90       | 5                | 654       | 32039100000  |

## Wirtschaft
| Ackerbau, Viehzucht und Fischerei                                                  | 026 | 08,78  |
| Industrie                                                                          | 036 | 012,16 |
| Bauwirtschaft                                                                      | 023 | 07,77  |
| Dienstleistungsbetriebe                                                            | 211 | 071,28 |
| Total                                                                              | 296 | 100,00 |
| * Daten aus dem Statistischen Amt für Wirtschaftliche Entwicklung in Galicien, IGE |     |        |

## Sehenswürdigkeiten

Marienkirche in La Alberguería
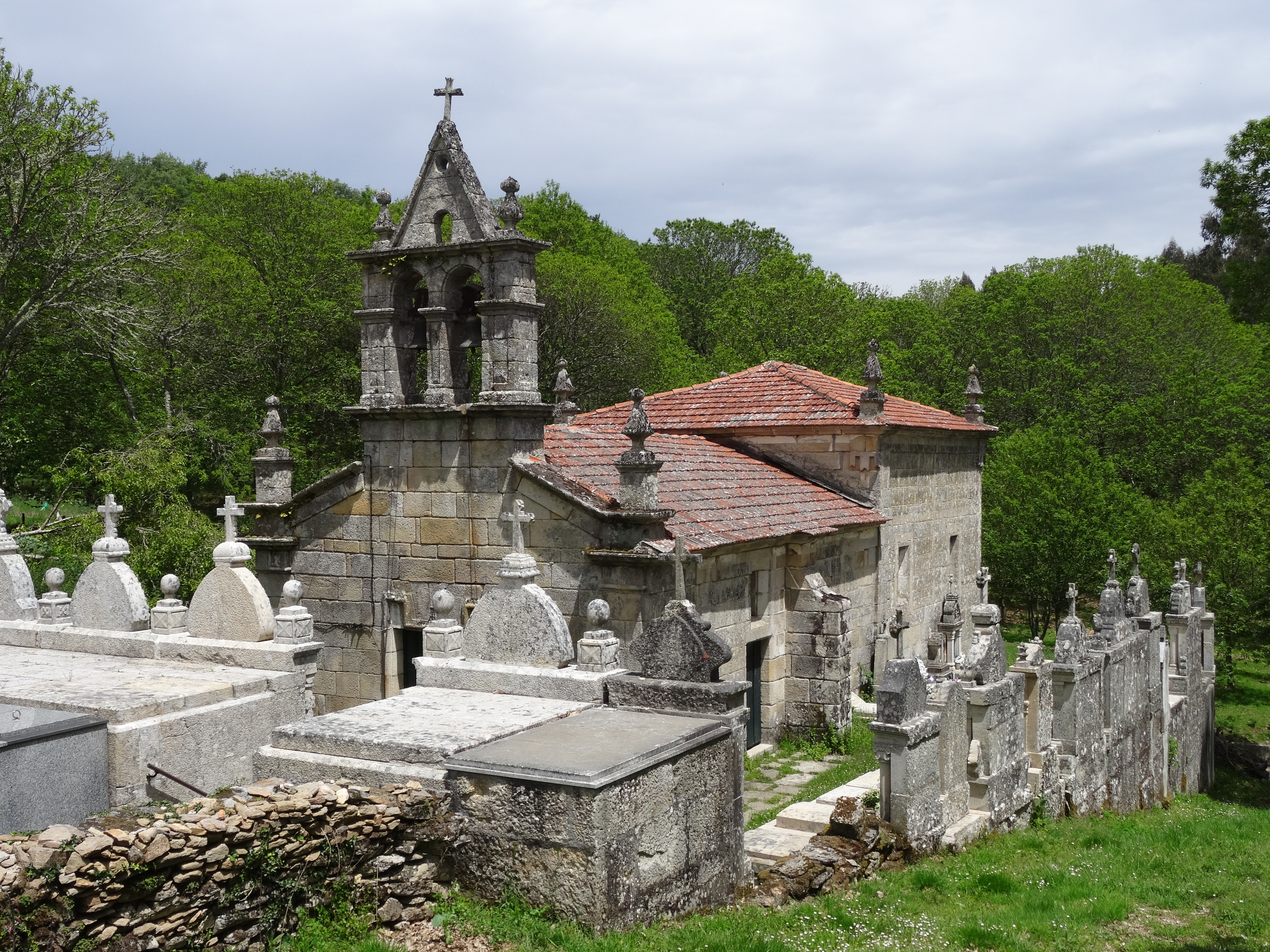
Kirche San Bieito in Carrajo
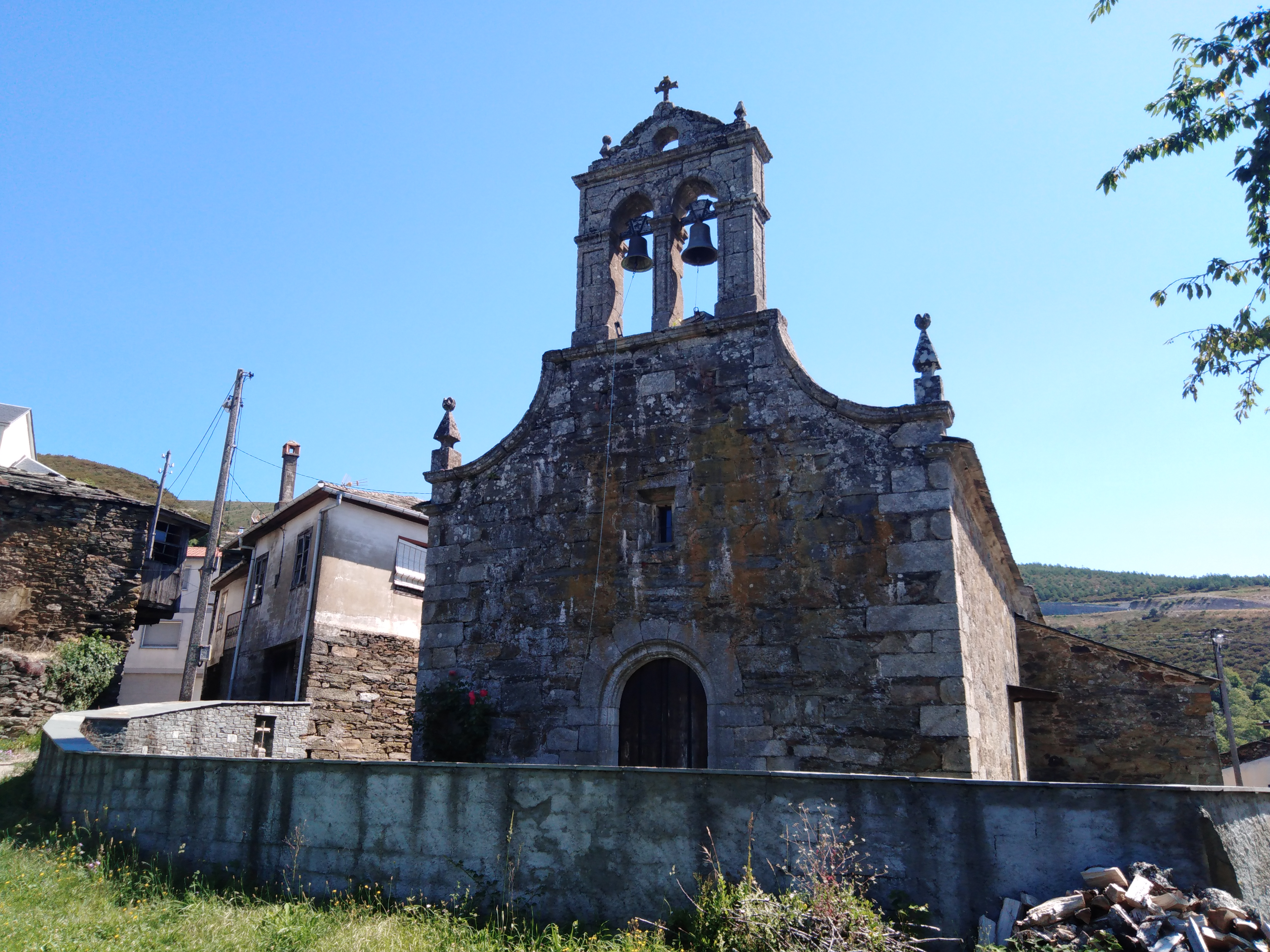
Marienkirche in Cerdelejo
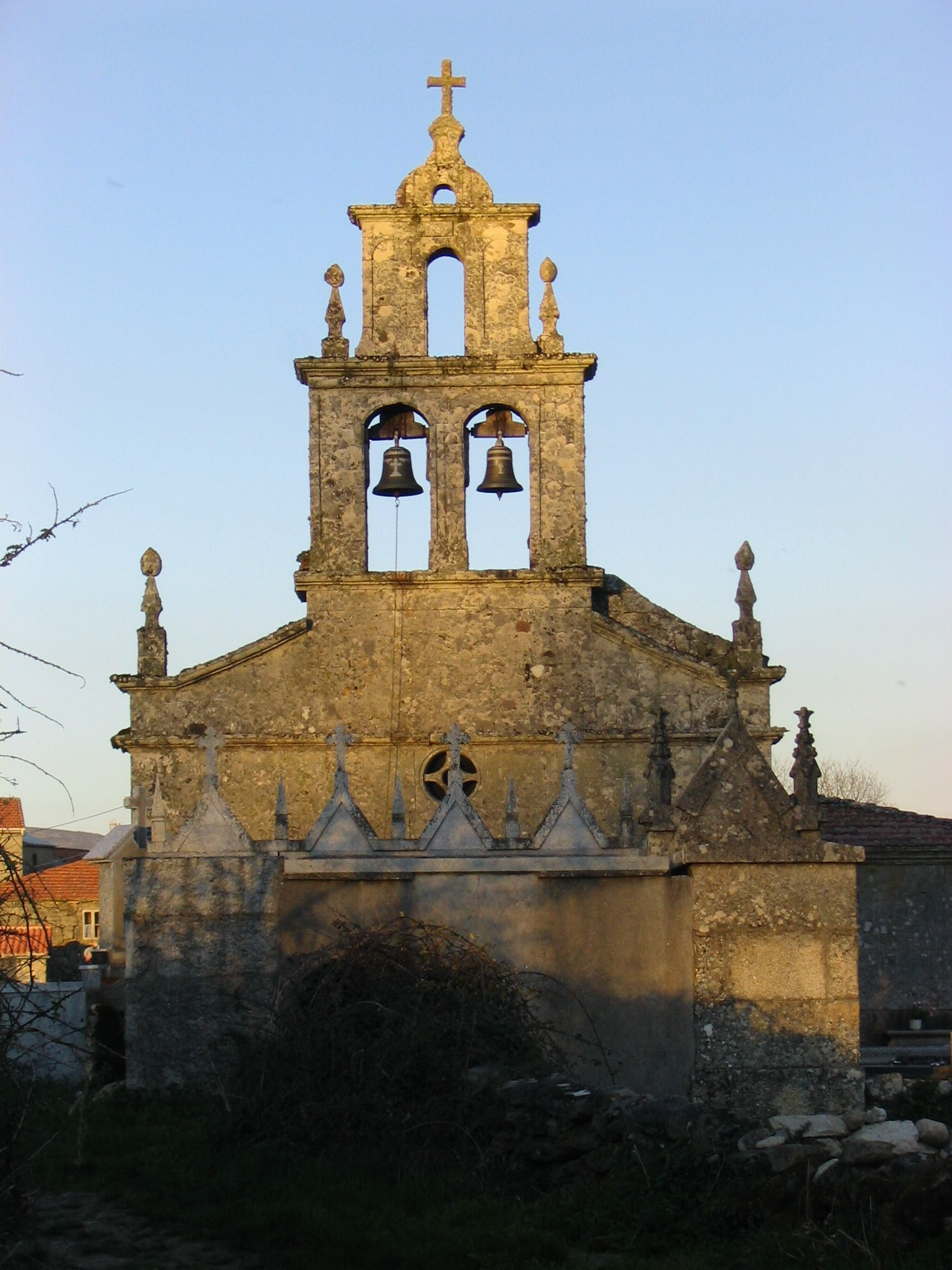
Johanniskirche in Laza
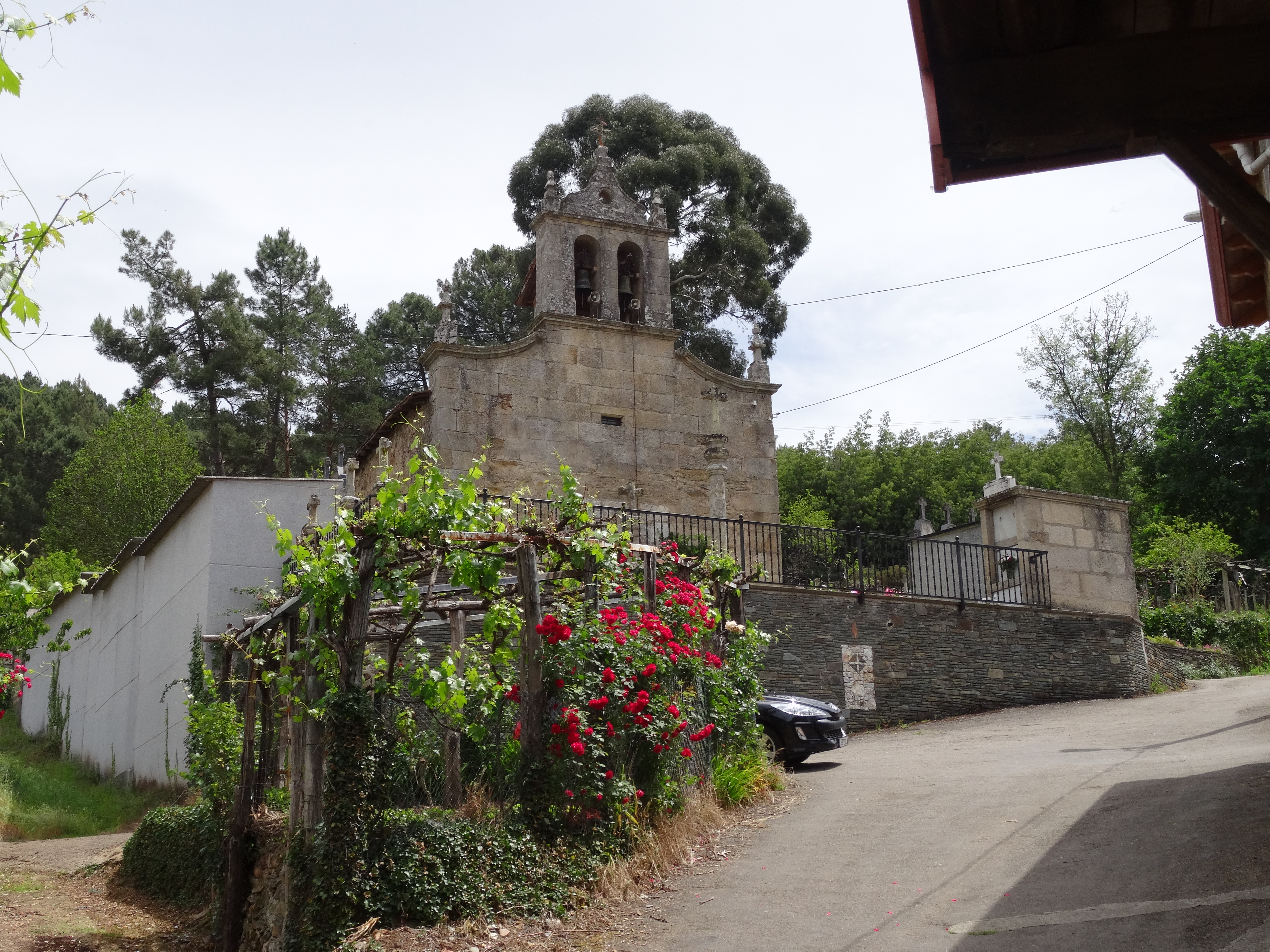
Marienkirche in Matamá
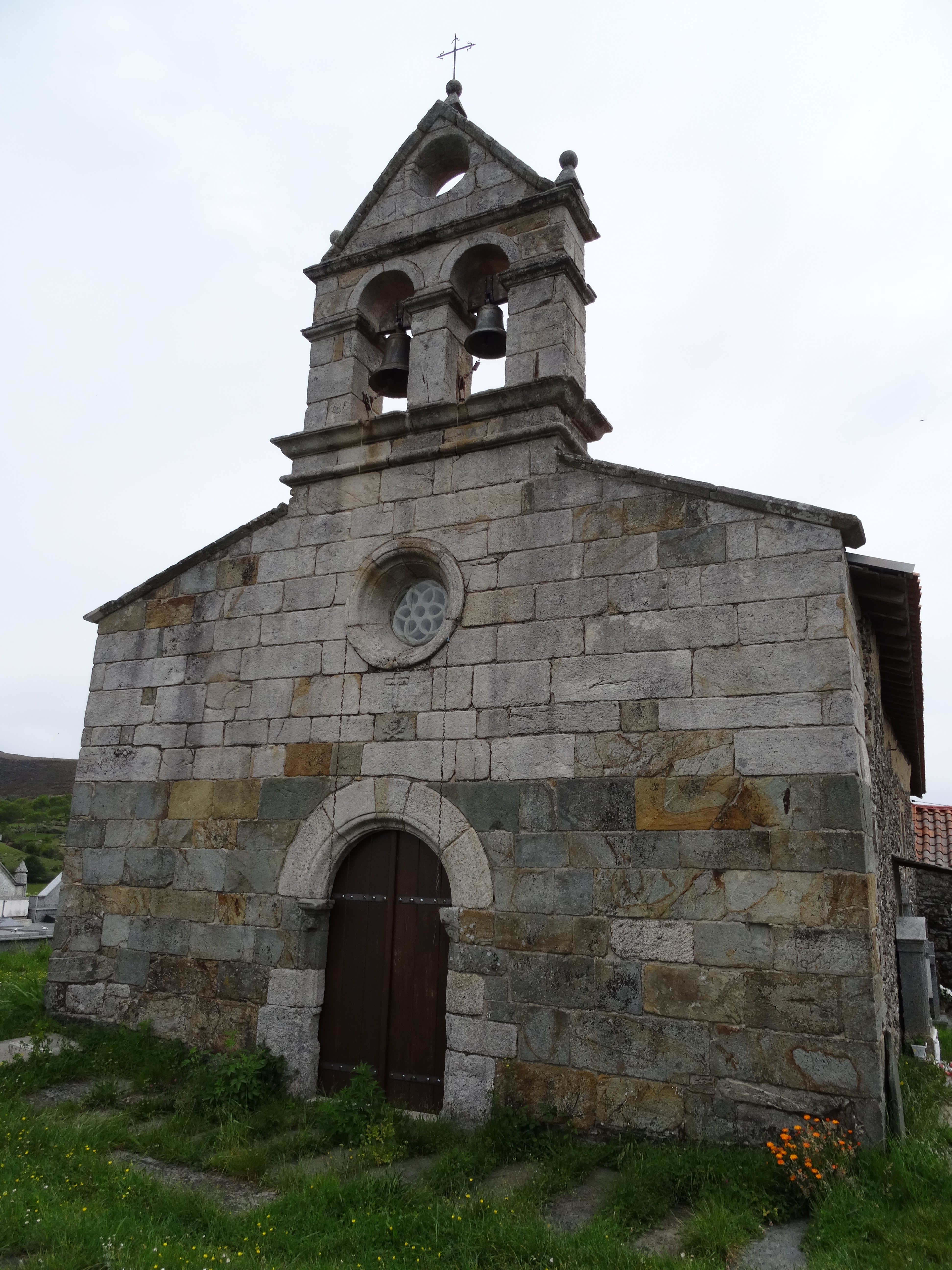
Laurentiuskirche

- Marienkirche in Retorta
- Laurentiuskirche in Toro
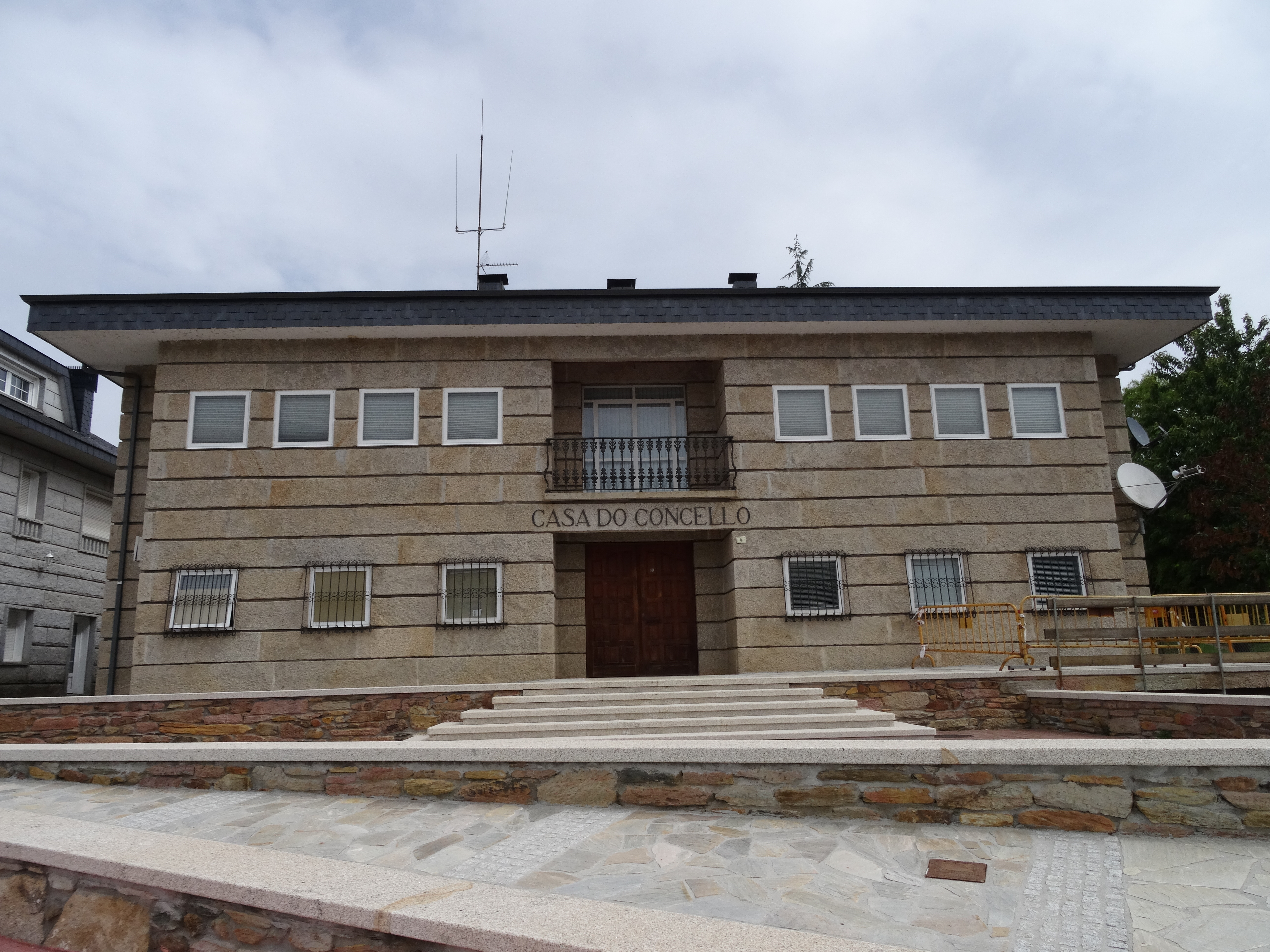
Rathaus

- Marienkirche in La Alberguería
- Kirche San Bieito in Carrajo
- Marienkirche in Cerdelejo
- Johanniskirche in Laza
- Marienkirche in Matamá
- Laurentiuskirche
- Rathaus